# Suplimentul la diplomă
Suplimentul la diplomă este un document care însoțește o diplomă europeană de învățământ superior, oferind o descriere standardizată a naturii, nivelului, contextului, conținutului și statutului studiilor efectuate de deținătorul său.

## Prezentare generală
Suplimentul la diplomă este conceput pentru a oferi o descriere a naturii, nivelului, contextului, conținutului și statutului studiilor care au fost completate cu succes de persoana menționată pe calificarea inițială la care se anexează suplimentul. Ar trebui să fie liber de orice judecăți de valoare, declarații de echivalență sau sugestii privind recunoașterea. Suplimentul la diplomă oferă o structură comună pentru traducerea calificărilor în întreaga UE. Este un instrument flexibil și non-prescriptiv care s-a dovedit a economisi timp, bani și volum de muncă de către un grup de lucru al UE.
Suplimentele de diplomă au fost implementate treptat la universitățile europene, ca parte a Procesului Bologna, din anul 1999. Studenții care au absolvit Universitățile Europene de la această dată și în funcție de anul în care se află țara în care se află universitatea au devenit semnatari ai Procesului său, a primit un supliment la diplomă. Cu toate acestea, chiar până în 2013 au existat încă unele universități europene, care, în ciuda faptului că au fost membre ale Procesului Bologna de ani de zile, nu au terminat încă procedurile necesare pentru eliberarea de diplome pentru absolvenții lor.
Este important ca țările și instituțiile de învățământ din afara Spațiului European al Învățământului Superior să conștientizeze că Suplimentele de Diplomă nu pot fi eliberate retroactiv, de aceea studenții care au absolvit înaintea instituției țării lor au devenit semnatari ai Convenției de la Bologna, nu pot avea un supliment de diplomă pentru acea diplomă . În consecință, solicitarea unui supliment de diplomă de la un student care a absolvit o universitate europeană în 1995 sau mai devreme este lipsită de sens, deoarece procesul Bologna nu era încă în vigoare înainte de această dată.

## Legături externe
- The Diploma Supplement - European Commission